# Битва при Батибо
Битва при Батибо (англ. Battle of Batibo) — на момент января 2022 года, самое кровопролитное и крупное сражение между амбазонскими сепаратистами и камерунскими вооружёнными силами.

## Битва
Хотя обстоятельства боя остаются неясными, так как обе стороны стараются не упоминать о событиях в Батибо, в некоторых сообщениях утверждалось, что силы сепаратистов устроили засаду камерунским солдатам, которые праздновали недавний захват большинства деревень в районе Батибо. Хотя число жертв с обеих сторон оставалось неясным, в социальных сетях и по неофициальным оценкам участников событий, циркулировала информация о том, что в бою погибли около 70 камерунских солдат и «сотни» сепаратистов.

## Последствия
Мэр Батибо — Фредерик Танджох заявил, что, хотя потери были высокими, а местные чиновники и военнослужащие утверждали о грузовике, забитом трупами, правительство Камеруна всё ещё никак не комментирует данную ситуацию.
После боя в деревнях района Батибо произошли массовые аресты. Деревни Гуриссен и Квана в Верхнем Бафанге, Тинто, были сожжены неизвестными преступниками, а деревни Коргве, Эффа, Короко, Амбо и Энжи были полностью заброшены. Всего после битвы свои дома покинули более 4000 человек, в том числе местные вожди, покинувшие свои дворцы.